# Joel Berry
Joel DeWayne Berry II (Orlando, Florida, 1 de abril de 1995) es un exbaloncestista estadounidense. Con 1,83 metros de estatura, jugaba en las posición de base.

## Trayectoria deportiva

### Primeros años
Berry asistió en su etapa de instituto al Lake Highland Preparatory School de su ciudad natal, Orlando, donde en su temporada sénior promedió  24,5 puntos, 7,0 rebotes, 4,3 asistencias y 2,4 robos de balón. Fue el primer jugador en la historia en ser elegido durante tres temporadas Florida Mr. Basketball, galardón que se otorga al mejor jugador de instituto del estado de Florida.
Fue elegido para diputar los prestigiosos McDonald's All-American Game, y el Jordan Brand Classic, aunque este último no pudo disputarlo por lesión.

### Universidad
Jugó cuatro temporadas con los Tar Heels de la Universidad de Carolina del Norte en Chapel Hill, en las que promedió 12,7 puntos, 2,8 rebotes, 3,1 asistencias y 1,1 robos de balón por partido.
En su temporada júnior, y con problemas en ambas rodillas, llevó a su equipo a conseguir el Torneo de la NCAA, logrando en la final 22 puntos, 6 asistencias y 3 rebotes, siendo elegido Mejor Jugador del Torneo. Esa temporada fue también incluido en el segundo mejor quinteto de la Atlantic Coast Conference, apareciendo en el primero al año siguiente. Fue además incluido en el tercer quinteto All-American por la NABC, la Asociación Nacional de Entrenadores.

### Profesional
Tras no ser elegido en el Draft de la NBA de 2018, se unió a Los Angeles Lakers para disputar las Ligas de Verano de la NBA. El 19 de julio firmó contrato con el equipo. Finalmente, tras ser cortado, firmó con su filial en la G League, los South Bay Lakers.
Durante la temporada 2019-20 juega en las filas del Greensboro Swarm de la G League, en el que promedia 8 puntos y 2 asistencias por encuentro.
El 24 de noviembre de 2020, llega a Europa para jugar en las filas del Beşiktaş de la Basketbol Süper Ligi. Tras una temporada en Turquía, el 24 de agosto de 2021, anunció su retirada del baloncesto profesional.

### Redes sociales
- Joel Berry en Instagram
- Joel Berry en X (antes Twitter)

| Predecesor: Ryan Arcidiacono | Mejor Jugador del Torneo de la NCAA 2017 | Sucesor: Donte DiVincenzo |

- Datos: Q23772274
- Multimedia: Joel Berry / Q23772274